# 창원여자고등학교
창원여자고등학교(昌原女子高等學校)는 대한민국 경상남도 창원시 성산구 중앙동에 있는 공립 고등학교이다.

## 학교 연혁
- 1982년 11월 30일 : 창원여자고등학교 설립인가(9학급)
- 1983년 3월 1일 : 개교
- 1997년 2월 16일 : 별관(현 3학년 건물 3,4층 6교실) 준공
- 2002년 5월 6일 : 신관(현 2학년 12교실) 준공
- 2006년 5월 15일 : 운동장 천연잔디 조성
- 2009년 8월 4일 : 경남 교육청 과학,수학 교과교실제 운영학교 선정
- 2009년 10월 26일 : 교육부 과학중점학교 지정
- 2013년 3월 1일 : 창의경영학교(과학중점형) 자율학교 지정
- 2016년 3월 1일 : 교육부 요청 연구학교 지정(학생 주도의 R&E 프로젝트 학습 모형제작 및 적용 방안 연구)
- 2022년 1월 3일 : 제37회 졸업(201명, 졸업생 누계 16,846명)
- 2023년 3월 1일 : 고교학점제 기반 조성을 위한 학교환경 재구조화 사업 완료
- 2023년 3월 2일 : 2023학년도 입학(신입생 192명)
- 2023년 9월 1일 : 제22대 이일만 교장 부임

## 참고 자료
- 창원여자고등학교 - 한국교육학술정보원 학교알리미